# Toledot Yeshou
Le Sefer Toledot Yeshou (hébreu : ספר תולדות ישו, Livre des engendrements de Jésus) est un pamphlet juif antichrétien datant du Moyen Âge. 
 (mars 2025).
Si vous disposez d'ouvrages ou d'articles de référence ou si vous connaissez des sites web de qualité traitant du thème abordé ici, merci de compléter l'article en donnant les références utiles à sa vérifiabilité et en les liant à la section « Notes et références ».
Le livre, dont il existe plusieurs versions, parodie l’histoire de Jésus de Nazareth relatée par les Évangiles. Son « héros », Yeshou, est un séducteur hérétique, né dans l’illégitimité (mamzer), ayant frauduleusement acquis des pouvoirs magiques et mort dans la honte. L'ouvrage a été abondamment cité dans la littérature polémique antijuive comme exemple de haine juive antichrétienne. Certains de ses dénonciateurs en parlaient à tort comme d'une partie du Talmud. 

## Nom
Le nom Yeshou, en hébreu (ישו) ou en araméen, est utilisé seulement pour désigner le Jésus de la chrétienté (dans les versions de Toledoth Yeshou, comme dans le Talmud). Certains auteurs chrétiens antiques utilisent le nom Yeshoua (hébreu : ישוע) (qui peut se traduire par « Sauveur ») faisant allusion à une sorte de salut (plusieurs catégories existent).
Plusieurs savants ont vu une « mutilation » volontaire du nom de Jésus / Yeshou sans le 'ayin final (ע) ou un acronyme reflétant un interdit : YShW mis pour Yimmah Shemo Ve-Zikhro (ou Zikhrono), c’est-à-dire de « que son nom et son souvenir soient effacés ». Selon l’historien Thierry Murcia, « la forme singulière de ce nom (sans le ayin final) ne doit strictement rien à la malveillance des scribes, contrairement à ce qu’ont soutenu plusieurs critiques. Si, par la suite, une certaine polémique juive antichrétienne n’a pas manqué de tirer avantage de l’absence de cette lettre pour en faire une arme, elle n’en est pas à l’origine ».
Les auteurs actuels se partagent entre Yehoshouah et Yeshoua. La forme du nom Yeshoua qui était largement la plus fréquente à l'époque du Second Temple disparaît brusquement à la charnière du Ier et du IIe siècle pour ne conserver que Yehoshua, souvent traduit par « Josué ».

## Histoire de la composition et des éditions du livre
Les matériaux contenus dans le livre circulèrent d'abord oralement, à une date qu'il est difficile de préciser mais qui n'est sans doute pas antérieure au IIe siècle. Selon Origène, Celse dans son Discours véritable rédigé vers 178, fait état de plusieurs indications que l'on retrouve dans les Toledot Yeshou. Tertullien, vers 200, reproche déjà aux juifs des blasphèmes antichrétiens qui ont des analogues dans les Toledot Yeshou. Ces matériaux furent fondus en un livre dans l'Antiquité tardive (IVe siècle au plus tôt) ou le haut Moyen Âge. Le livre a été largement diffusé en Europe et au Moyen-Orient à partir du IXe siècle.
À l'origine, il était écrit en araméen, mais il en existe des recensions en hébreu et des versions ultérieures en judéo-persan, en arabe, en yiddish et en ladino (judéo-espagnol). Agobard, archevêque de Lyon, atteste l'existence d'un tel livre en 826 dans son ouvrage De Iudaicis Superstitionibus. Les Toledot Yeshou sont traduits en latin pour la première fois par le moine dominicain Raimond Martin dans son Pugio Fidei, vers la fin du XIIIe siècle. Vers 1315, Porchetus de Salvaticis reproduit cette traduction dans sa Victoria (Porcheti) adversus impios Hebræos.
En 1681, le protestant Johann Christoph Wagenseil, professeur à l'Université d'Altdorf en Allemagne, publie une version hébraïque des Toledot Yeshou dans son recueil de polémique chrétienne antijuive Ignea Tela Satanæ. En 1699, un autre protestant, l'orientaliste Rudolf Martin Meelführer, présente sur la base de ces textes une thèse de doctorat intitulée Jesus in Talmude. En 1705, J.J. Huldreich, également protestant, publie une version hébraïque différente de la version Wagenseil. Cependant, c'est le pamphlet antisémite de Johann Andreas Eisenmenger, Entdecktes Judenthum (Le Judaïsme démasqué) qui vulgarise le Toledot Yeshu qu'il utilise comme source et qui à son tour sert de base pour un autre pamphlet antisémite virulent Le Talmud démasqué du prêtre lituanien Justin Bonaventure Pranaitis,.
En 1902, Samuel Krauss édite plusieurs versions manuscrites, dont deux complètes : le manuscrit de Vienne et le manuscrit de Strasbourg. Krauss est le premier Juif à éditer les Toledot Yeshou.

## Résumé du contenu

### Version Wagenseil et manuscrits de Vienne et de Strasbourg
La version Wagenseil et les manuscrits de Vienne et de Strasbourg sont assez proches. Le résumé ci-après du manuscrit de Vienne signale également quelques différences avec la version Wagenseil et le manuscrit de Strasbourg.

#### Bâtard et fils d'impure
Sous l'empereur Tibère et le roi Hérode de Jérusalem, un juif pieux, Joseph Pandéra, quitte une nuit sa maison en laissant sa femme Marie seule. Un voisin, qui convoite Marie, s'introduit chez elle en lui laissant croire qu'il est son mari et a des relations sexuelles avec elle, bien qu'elle proteste, car elle est en état d'impureté menstruelle, ce qui rendrait coupables même des relations conjugales.
Quand son mari rentre à la maison, Marie lui reproche ce qu'elle croit être sa faute à lui. Joseph comprend ce qui s'est passé et, abandonnant Marie, va s'établir en Babylonie pour le restant de ses jours. Il naît à Marie un fils qu'elle nomme Yehoshuah. Elle le met au bet-ha-midrash (école supérieure) pour qu'il étudie la Torah. Il est sagace, car les bâtards sont sagaces, et à plus forte raison le bâtard fils d'impure.

#### Arrogance du bâtard, hérem contre lui
Vers l'âge de trente ans, Yeshou se permet d'enseigner la Halakha devant son maître, ce qui est passible de mort, et tient des propos « révoltants et hérétiques » sur certains passages de la Torah. Les Sages d'Israël décident qu'il mourra par strangulation et prononcent un hérem contre lui.
Au lieu de Yehoshuah, il faut l'appeler Yeshou, nom formé des initiales d'une phrase signifiant"que le nom de sa Mère soit effacé " « qu'on efface son nom et son souvenir ».

#### Jésus séducteur et orgueilleux
Apprenant cela, Jésus prend peur, mais il s'introduit dans le Temple de Jérusalem et se rend maître du Nom explicite en en gravant les lettres dans sa cuisse, ce qui lui permet de faire des miracles. S'appuyant de ces miracles, il s'attire le respect de nombreux et excellents étudiants juifs et les persuade qu'il a été créé de toute éternité par son Père et que les prophéties messianiques s'appliquent à lui. Dans la version Wagenseil, Jésus dit même être Dieu.
Les Sages d'Israël, aux yeux de qui Jésus est ainsi un introducteur de faux dieux et tombe sous la condamnation à mort portée par le Deutéronome, XIII, 2-11, le capturent et le défèrent à la reine Hélène, « femme » de Constantin. Il s'agit d'un parallèle avec la reine Hélène d'Adiabène (morte vers 55) et dont il est dit explicitement dans un autre passage qu'elle est la mère du roi Munbaz, appellation utilisée dans le Talmud pour désigner les rois de la dynastie Monobaze. Jésus ressuscite des morts devant Hélène, qui a dès lors foi en lui et le libère. Il va en haute Galilée où ses miracles (notamment se déplacer sur l'eau debout sur une « meule ») lui valent de nombreux adeptes.

#### Le pieux juif Judas Iscariote souille Jésus d'urine et de semence
Les Anciens d'Israël confirment auprès d'Hélène les accusations portées contre Jésus par les Sages et elle accepte de mettre de nouveau Jésus à l'épreuve. Les Sages et les Anciens permettent à un jeune juif intelligent, Judas Iscariote (un des Sages d'après la version Wagenseil), d'apprendre le Nom explicite, pour qu'il puisse discréditer Jésus en faisant les mêmes miracles que lui. Devant Hélène, Jésus vole entre ciel et terre, ce qui trouble tout Israël. Les Sages disent à Judas Iscariote de monter derrière Jésus et de le souiller d'urine. Judas Iscariote leur obéit. « Dès qu'il l'eut souillé et que la semence fut tombée sur l'impie Yeshuh, tous deux devenus impurs tombèrent à terre comme un seul homme ». Selon le manuscrit de Strasbourg, « Judas usa d'un procédé immoral en souillant Yeshuh, qui devenu impur, chut à terre avec lui : c'est cela qu'ils pleurent la nuit de Noël ainsi que l'acte accompli par Judas. » La version Wagenseil mentionne sans autres précisions la souillure de Jésus par Judas. Le thème du combat aérien entre les défenseurs de deux systèmes religieux antagonistes se retrouve ailleurs dans la littérature apocryphe (l'apôtre Pierre contre Simon le Magicien) et dans la littérature talmudique (Phinées contre Balaam). Selon l'historien Thierry Murcia : « Quoique l’épisode du combat entre Pierre et Simon le Mage (cycle 2) soit le plus anciennement attesté, il semble logique de penser que le récit (les récits) des Toledot (cycle 3) dépende plutôt — initialement — des légendes juives se rapportant à Balaam (cycle 1) ».

#### Passion et mise à mort de Jésus
À cause de la souillure subie par Jésus, les lettres du Nom explicite se retirent de lui et il perd tout pouvoir. Les Sages d'Israël lui bandent les yeux, le frappent de verges et lui demandent qui l'a frappé et avec quoi : ses réponses sont erronées. Certains juifs voudraient le battre non pas une heure, mais un mois entier. Les femmes aussi le battent, à coups de sandales. La reine Hélène le méprise et l'abandonne aux juifs, qui lui font boire du vinaigre et lui mettent sur la tête une couronne d'épine et de chardons souillés d'ordure. Les disciples de Jésus (vauriens, brigands, briseurs de loi), bien que Jésus leur prêche la non-résistance parce que ses souffrances (sa Passion dans le langage chrétien) doivent accomplir les prophéties, le libèrent par la violence.
Il veut retourner au Temple de Jérusalem pour apprendre de nouveau les lettres du Nom, mais Papa ben Retsitsa, un de ses disciples qui s'est détrompé de lui, le livre aux Sages (ceci dans le manuscrit de Vienne. Dans la version Wagenseil, le rôle de dénonciateur est joué par le même Judas qui a souillé Jésus, et qui s'est infiltré parmi ses disciples). On le pend, non pas à un arbre, car du temps où il était maître du Nom explicite, il avait conjuré tous les arbres de ne pas le supporter, mais à un chou géant.
Les disciples de Jésus décident de voler son corps, de l'enterrer ailleurs, de faire croire qu'il est monté au ciel et de se livrer à un grand massacre de juifs. Un juif qui les a entendus s'entretenir de ce dessein les précède et cache le corps dans son jardin. Les disciples de Jésus croient que Dieu l'a emporté avec lui et qu'il était donc bien fils de Dieu et Messie. S'estimant en position de se venger, ils décident d'exterminer les Israélites jusqu'au dernier. Ils vont dire à la reine Hélène que le corps de Jésus a disparu. Hélène menace les juifs de les exterminer jusqu'au dernier s'ils sont incapables de lui montrer le corps dans les cinq jours. Le juif qui avait enterré Jésus dans son jardin révèle le fait et tous les Israélites traînent le corps de Jésus par tous les marchés de Jérusalem.

#### Manipulation des chrétiens par les juifs
Les Sages d'Israël obtiennent de la reine licence de se venger des disciples de Jésus et en tuent un grand nombre. Pourtant, trente ans après la mort de Jésus, il y a encore des disciples de Jésus qui n'abandonnent pas la Torah et vivent parmi les juifs, ce qui cause de nombreux conflits. Les Sages d'Israël décident de choisir un des leurs qui trompera les « vauriens » en leur faisant croire que la volonté de Jésus est qu'ils abandonnent la Torah.
Ce sage (Élie dans le manuscrit de Vienne) apprend le Nom explicite, ce qui lui permet d'accomplir des miracles et de faire croire aux chrétiens qu'il est envoyé par Jésus. Il leur prêche, d'une part, d'abandonner les pratiques juives et, d'autre part, de se montrer d'une complète soumission aux juifs : « si un juif te dit : « accompagne-moi un mille pour m'alléger la route », il faudra l'accompagner deux milles et le quitter en paix, car telle est la volonté de Yeshuh. (…) Si les juifs usent de contrainte à votre égard, avisez-vous de ne point rendre le mal pour le mal. Autre commandement : si un juif vous frappe du poing du côté droit, offre-lui le gauche afin qu'il agisse à sa guise : vous direz avoir accepté cela par amour pour Yeshuh et vous ne persécuterez ni peu ni prou. (…) si vous voulez partager avec Yeshuh le monde à venir, acceptez avec amour et bonne volonté tous les maux que voudront vous infliger les juifs, car il vous gratifiera d'un bon salaire dans le monde à venir. » La mission d'Élie auprès des chrétiens réussit. Cet Élie se donna auprès des chrétiens le nom de « S. Paolo » (saint Paul). Le manuscrit de Strasbourg fait ce commentaire : « Cet Élie qui leur montra ces lois qui ne sont pas bonnes le fit pour le bien d'Israël. »
Un certain Nestor (qui n'a aucun trait commun avec le Nestorius historique) essaie de faire revenir les chrétiens à la circoncision, mais échoue.
Vers la même époque, les chrétiens désirent que Simon Kepha, rabbi d'une grande sagesse, passe à leur religion et devienne leur chef. Il refuse et les chrétiens se mettent à exterminer les juifs ou à les vendre comme esclaves. En accord avec les autres juifs, Simon Kepha fait semblant de passer au christianisme. Il confirme les commandements de S. Paolo et prescrit aux chrétiens de ne jamais contraindre les juifs à se convertir au christianisme. Simon Kepha est le premier pape des chrétiens. Ils l'appellent S. Pietro (dans la version Wagenseil, seul Simon Kepha joue le rôle que Pierre et Paul jouent dans les manuscrits de Vienne et de Strasbourg).

### Version de Huldreich
La version de Huldreich est assez différente de la version Wagenseil et des manuscrits de Vienne et de Strasbourg.
Ici, Marie pèche volontairement, et ce n'est pas son mari qui est appelé Joseph Pandéra mais son amant. Rabbi Aqiba, trouvant l'enfant Yeshuah insolent comme un bâtard fils d'impure, va interroger Marie en lui jurant le secret mais en invalidant son serment intérieurement (cet interrogatoire où Rabbi Aqiba prononce un serment tout en l'annulant intérieurement est un calque exact d'un passage du Talmud à la gloire de Rabbi Aqiba). Apprenant qu'il passe pour bâtard, Yeshuah va trouver sa mère en prétendant qu'il a une rage de dents et qu'il a appris que le remède contre ce mal est que la mère place ses seins entre les gonds de la porte et que le malade les tète (le calviniste Huldreich s'indigne de ce détail, mais en prend occasion pour blâmer certaines représentations catholiques de la Vierge à l'enfant, qui pouvaient suggérer ce genre de railleries). Marie s'exécute et Yeshuah ferme la porte avec le sein dedans, disant à Marie qu'il ne la laissera pas tant qu'elle ne l'aura pas éclairci sur sa naissance. Marie avoue et Yeshuah tue son père biologique.
Les Israélites le tiennent à l'écart et l'appellent Yezus, ce qui signifie « que l'on efface son souvenir et son nom ». Il accomplit des miracles à l'aide du Nom explicite et recrute des disciples à qui il prêche d'abolir la Torah et de violer le shabbat. Judas ben Zarachiach, le chef des officiers, s'infiltre dans le groupe des disciples, ce qui lui permet de faire arrêter Yezus à Jérusalem. Jésus est condamné à la lapidation comme blasphémateur et calomniateur. Personne en Israël ne parle en sa faveur et on le pend à un arbre. Judas met le corps dans son jardin, dans les lieux d'aisance, « de manière à accomplir les paroles des Sages : quiconque se moque des paroles des Sages est condamné au châtiment de la crotte brûlante ». Cette phrase est un calque d'un passage du Talmud : « Quel est ton châtiment ? demanda-t-il à Jésus. — La crotte bouillante, car on dit : qui tourne en dérision les paroles des Sages est condamné à la crotte bouillante. »

## Caractère dérivé
Les Toledot Yeshou dérivent en bonne part d'autres écrits. La version Wagenseil, par exemple, fait un usage intensif des évangiles canoniques, des Actes des Apôtres et de la Bible hébraïque. Quelques traits relatifs à Jésus sont des adaptations de références à lui dans le Talmud. La façon dont Jésus est présenté comme un séducteur et un hérétique a des liens avec les allégations de Celse et avec celles du personnage juif du Dialogue avec Tryphon (17, 108), de Justin de Naplouse, selon lesquelles Jésus est un imposteur qui a été crucifié par les juifs et dont le corps a été volé par ses disciples, qui ont fait des dupes en proclamant sa résurrection. Les emprunts au Talmud semblent des adaptations populaires. Ils constituent un matériau polémique visant deux doctrines chrétiennes, la naissance virginale et l'Ascension.
Parmi les éléments communs avec les récits évangéliques, on peut relever ceux qui suivent : Jésus est fils de Joseph et de Marie, il est né à Bethléem, il brave les autorités juives, il peut faire des miracles (présentés ici comme de la sorcellerie), il prétend être né d'une vierge, il se dit Fils de Dieu, il s'applique la prophétie d'Isaïe 7:14 à lui-même, il ressuscite des morts, il guérit un lépreux, les juifs se prosternent et le vénèrent ; il entre à Jérusalem sur un âne, il s'applique à lui-même la prophétie de Zacharie 9:9 ; il accuse les juifs d'être un peuple au cou raide, il s'applique à lui-même les psaumes 2 et 110, il marche sur l'eau, il est trahi par Judas ; il est flagellé, couronné d'épines et reçoit à boire du vinaigre, il est mis à mort à la Pâque et enterré avant le shabbat et ses douze apôtres répandent le bruit qu'il est ressuscité.

## Historicité
En raison, probablement, de son caractère offensant, les érudits, aussi bien juifs que chrétiens, ont prêté peu d'attention à ce livre.
Au début de l'année 1789, Giacomo Casanova, héritier de l'antichristianisme de Voltaire, fait dire à un personnage du dialogue Le Philosophe et le théologien (dans son autobiographie Histoire de ma vie) que « Ce petit livre contenait beaucoup de prodiges, et était peut-être extravagant comme tous les évangiles qui couraient, mais il faut avouer que ce qu’il dit est plus conforme à la raison que tout ce que disent les autres. »
Samuel Krauss a conjecturé en 1933 que les Toledot Yeshou sont une parodie de l'Évangile des Hébreux. En 1937, Hugh Joseph Schonfield a lui aussi étudié les rapports entre les sept bref passages de l'Évangile des Hébreux que nous connaissons et le Toledot Yeshou.
Solomon Schechter, cité par Robert E. Van Voorst, écrivit au sujet de la possibilité que Jésus fût mentionné dans la tradition juive : « Il y a maintenant plus d'un demi-siècle que Renan posa la question : la tradition juive a-t-elle quelque chose à nous enseigner concernant Jésus ? À cette question, il faut répondre par la négative. Dans toute la littérature juive contemporaine, il n'y a pas une seule mention du fondateur du christianisme. Tous ces « Anti-Christiana » compilés par des fanatiques du Moyen Âge et remis au goût du jour par des ignorants modernes, appartiennent au siècle ultérieur, où l’histoire et la biographie ont déjà cédé la place au mythe et à la spéculation. »
Selon R. Van Voorst, le consensus scientifique rejette le livre comme source fiable quant au Jésus de l'histoire : « Il peut contenir quelques éléments en provenance d'anciennes polémiques juives contre les chrétiens, mais il ne nous révèle rien de nouveau ou d'important. »
Il y a pourtant des spécialistes qui y cherchent des renseignements dignes de foi sur Jésus. Jane Schaberg soutient qu'il donne du poids à la théorie selon laquelle Marie a conçu Jésus à la suite d'un viol. Jean-Pierre Osier considère comme signes d'une certaine historicité le fait que la responsabilité juive dans la mise à mort de Jésus soit pleinement assumée et la conformité du supplice (lapidation suivie de pendaison) à la Halakha.

## Parallèles
Les différentes versions du Toledot Yeshou présentent des ressemblances frappantes avec les légendes chrétiennes sur Simon le Magicien et avec les représentations chrétiennes de Mahomet qui avaient cours au XIIe siècle.

## Place desToledot Yeshoudans la vie juive
Les Toledot Yeshou ne furent jamais utilisés dans la liturgie juive. Une interpolation d'un manuscrit slave dit : « on ne doit pas en parler devant des petites filles, des étourdis, et naturellement des incirconcis comprenant l'allemand ; pas question davantage d'imprimer de tels manuscrits. » Le livre eut cependant une grande diffusion clandestine dans le milieu juif.
Quand des croisés massacrèrent des juifs lors de la première croisade, l'indignation juive s'exprima par des insultes qui, selon Anna Abulafia, avaient pour source les Toledot Yeshou.
Joseph Klausner, dans un livre en hébreu dont la traduction anglaise parut en 1929, écrivait : « Le Tol'doth Yéshou. Ce livre est devenu rare de nos jours. Il était autrefois fort répandu, sous divers titres (Tol'doth Yéshou, Maasséh Talouï, Maasséh d'otho v'eth b'no, etc.) en hébreu et en yiddich parmi les lecteurs du commun, et les juifs instruits même ne dédaignaient pas de le parcourir pendant les nuits de Nital (Noël). Actuellement, il y a parmi le vulgaire peu de gens qui lisent l'hébreu, sauf toutefois chez les juifs de Russie et de Pologne, mais là le livre était interdit par la censure. On peut cependant le trouver, soit en manuscrit, soit imprimé, chez quelques juifs savants. Nos mères en connaissaient le contenu par tradition orale — naturellement avec toutes sortes de corruptions, omissions et additions, fruits de l'imagination populaire — et le transmettaient à leurs enfants. »

## Réponses chrétiennes
Les représentations hostiles que des juifs ont données du christianisme dans le Toledot Yeshu, et qui ont été expliquées comme une réaction à l'antijudaïsme chrétien, sont un des motifs allégués par l'antijudaïsme chrétien.
On a vu, à propos de l'histoire de la composition et des éditions du livre, qu'Agobard le dénonçait au IXe siècle, que la première traduction latine en fut donnée à la fin du XIIIe siècle par le chrétien Raimond Martin et que cette traduction fut reproduite par Porchetus Silvaticus dans sa Victoria vers 1315.
Un livre portant le titre Toledot Yeshou est sévèrement blâmé par Francesc Eiximenis († 1409) dans sa Vita Christi.
En s'appuyant du livre de Porchetus, édité en 1520, Martin Luther attaque les Toledot Yeshou dans son pamphlet Vom Shem Hamphoras und vom Geschlecht Christi (1543). Il rend mépris pour mépris aux « rabbins (auteurs d'un tel livre) » en relevant dans les Toledot des anachronismes et des invraisemblances.
Le livre est mentionné dans le poème L'Anneau et le Livre, de Robert Browning.

## Translittérations
Pour faciliter les recherches sur Internet, voici quelques formes sous lesquelles les mots hébreux (Sefer) Toledot Yeshou sont rendus dans des textes français :
- Sepher Toldos Jeschu (Éliphas Lévi, La Science des esprits, 1865, p. 40, consultable sur Google Livres) ;
- Sepher Toldos Jeschut (Voltaire, Dictionnaire philosophique, article « Messie », Œuvres complètes, éd. Furne, t. 8, Paris, 1836, p. 66, consultable sur Google Livres) ;
- Toldos Jehu (Jean-Baptiste Honoré Raymond Capefigue, Histoire philosophique des juifs, depuis la décadence de la race des Machabées jusqu'à la fin du VIe siècle, Bruxelles, 1839, p. 184, note 1 renvoyant à Wagenseil et à Huldreich ; consultable sur Google Livres) ;
- Toldos Jeschu (R. Pomeau, La religion de Voltaire, 1969) ;
- Toldos Jescut (Voltaire, Épître sur la calomnie, Œuvres complètes, t. 13, 1785, p. 76, note 2, consultable sur Google Livres) ;
- Toldot Yechou (Raphaël Draï, « Le dialogue judéo-chrétien et le paradigme anti-juif », Cités, vol. 2, no 34, 2008, en ligne) ;
- Tol'doth Yéshou (Joseph Klausner, Jésus de Nazareth, son temps, sa vie, sa doctrine, trad. fr. par Isaac Friedmann et M.R. Laville, revue par l'auteur ; Paris, Payot, 1933, p. 55) ;
- Toledot Jeschu (Bernard Lazare, L'Antisémitisme, 1894, ch. VII, consultable sur Wikisource) ;
- Toledot Yeshu (Henriette Benveniste, « Fierté, désespoir et mémoire : les récits juifs de la première croisade », dans Médiévales, 1998, vol. 17, no 35, p. 138, consultable sur le site Persée) ;
- Toledoth Yeshuh (J.-P. Osier, Jésus raconté par les juifs, éd. Berg International, 1999, p. 9.

## Source
- (en) Cet article est partiellement ou en totalité issu de l’article de Wikipédia en anglais intitulé « Toledot Yeshu » (voir la liste des auteurs).